# Corynocarpus dissimilis
Corynocarpus dissimilis är en tvåhjärtbladig växtart som beskrevs av William Botting Hemsley. Corynocarpus dissimilis ingår i släktet Corynocarpus, och familjen Corynocarpaceae. Inga underarter finns listade i Catalogue of Life.